# سيريل باسيت
سيريل باسيت (بالإنجليزية: Cyril Royston Guyton Bassett)‏ هو عسكري نيوزيلندي، ولد في 3 يناير 1892 في Mount Eden ‏ في نيوزيلندا، وتوفي في 9 يناير 1983 في Stanley Point ‏ في نيوزيلندا.